# Louvencourt Military Cemetery
Louvencourt Military Cemetery is een Britse militaire begraafplaats  met gesneuvelden uit de Eerste en Tweede Wereldoorlog , gelegen in het Franse dorp Louvencourt (departement Somme). De begraafplaats werd ontworpen door Reginald Blomfield en ligt aan een landweg op 300 m ten zuiden van het dorpscentrum (Église Notre-Dame). Ze heeft een trapeziumvormig grondplan met een oppervlakte van 1.565 m² en wordt omsloten door een witte stenen muur.
Het Cross of Sacrifice staat rechts van de toegang in een uitspringende hoek van de muur. De Stone of Remembrance staat er recht tegenover bij de oostelijke muur. 
Er liggen 230 doden begraven.
De begraafplaats  wordt onderhouden door de Commonwealth War Graves Commission.

## Geschiedenis
Van juli 1915 tot augustus 1916 werden veldhospitalen ingericht in Louvencourt, dat op 1 juli 1916 bijna 10 kilometer achter de frontlinie lag. Na het Somme-offensief van 1916 verplaatsten deze medische eenheden zich verder naar het oosten en werd de begraafplaats weinig gebruikt. Door de Duitse opmars van april 1918 werd de geallieerde linie terug naar zijn oude positie gedreven. De graven van gesneuvelden uit deze strijd liggen in de rijen D en E. Acht graven in rij E werden overgebracht vanuit de gemeentelijke begraafplaats van Vauchelles-lès-Authie dat 1,6 km verderop ligt.
Op de begraafplaats liggen nu 133 Britten, 17 Nieuw-Zeelanders, 1 Canadees en 76 Fransen uit de Eerste Wereldoorlog en 3 Britse slachtoffers uit de Tweede Wereldoorlog begraven. 
De begraafplaats is een van de eerste drie begraafplaatsen van de CWGC die na de Eerste Wereldoorlog werden gebouwd.

## Franse oorlogsgraven

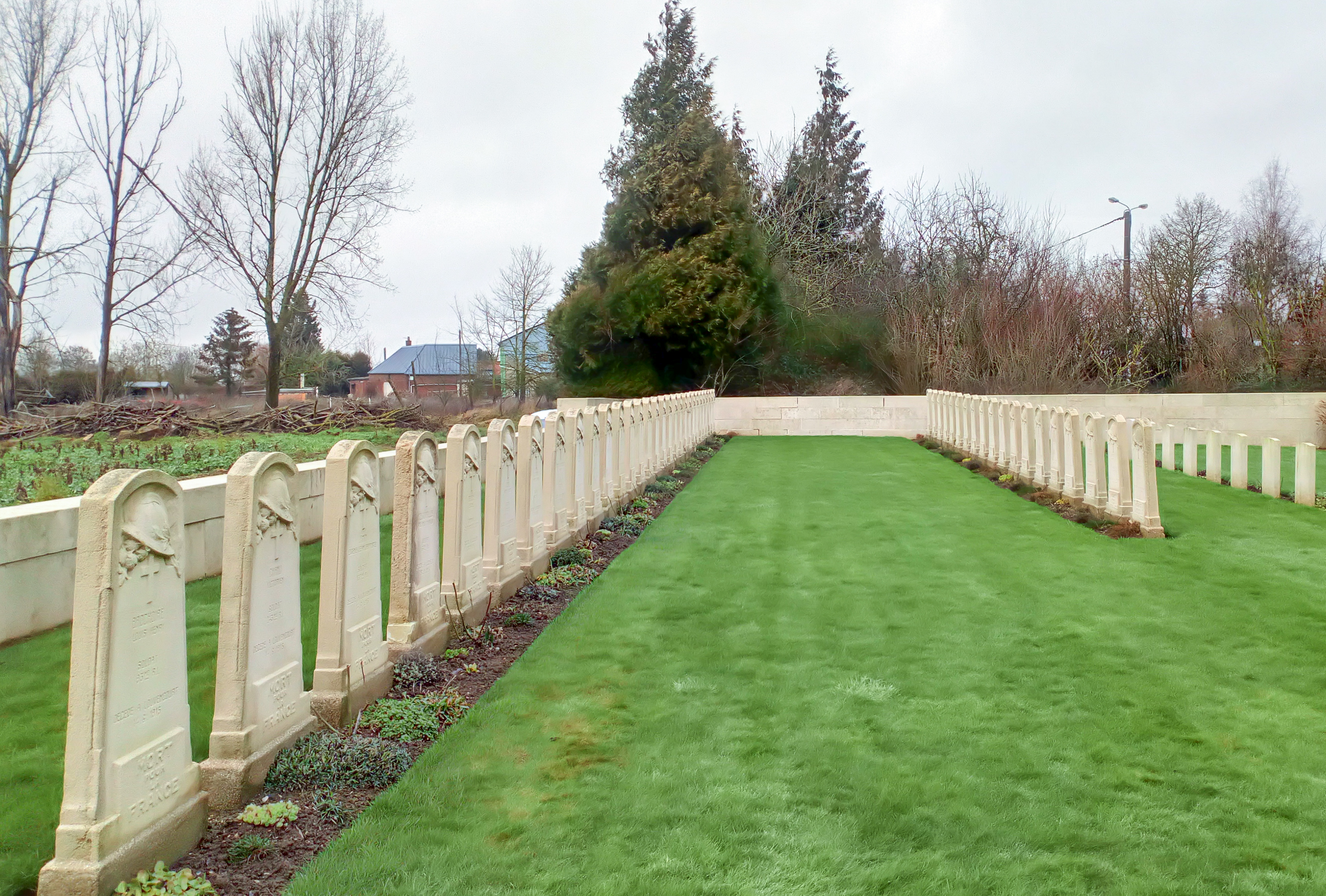
Franse graven

Evenwijdig met de westelijke muur liggen drie rijen met 76 Franse gesneuvelden uit de Eerste Wereldoorlog. Hun grafzerken zijn niet de gebruikelijke betonnen kruisen maar hebben een vorm die geïnspireerd is op de Britse grafzerken.

## Britse oorlogsgraven
- Roland Leighton , luitenant bij het Worcestershire Regiment was een dichter en verloofde van de Britse schrijfster Vera Brittain.

### Onderscheiden militairen
- Charles Bertie Prowse, brigadegeneraal bij de General Staff werd onderscheiden met de Distinguished Service Order (DSO). Hij wordt ook herdacht door zijn naamgeving aan Prowse Point Military Cemetery dicht bij het Ploegsteertbos (Plugstreet Wood) in België.
- Clement Ridley Shield, kapitein bij de Highland Light Infantry werd onderscheiden met het Military Cross (MC).
- William John Bridges, sergeant bij de Royal Garrison Artillery werd onderscheiden met de Distinguished Conduct Medal en de Military Medal (DCM, MM).
- de sergeanten Peter Michael Gaffaney (New Zealand Rifle Brigade) en Alexander Cruickshank (Canterbury Regiment, N.Z.E.F.) werden onderscheiden met de Military Medal (MM).

### Aliassen
- korporaal Herbert Bamforth diende onder het alias Herbert Banks bij de South Wales Borderers.
- soldaat J Sutton diende onder het alias J Fisher bij de Lancashire Fusiliers.

### Gefusilleerde militairen
- soldaat Harry MacDonald (West Yorkshire Regiment (Prince of Wales's Own)) werd wegens desertie op 4 november 1916 gefusilleerd.[1] Hij was 34 jaar.
- soldaat Frederick Martin Barratt (King’s Royal Rifle Corps) werd wegens desertie op 10 juli 1917 gefusilleerd. Hij was 23 jaar.